# Acrocercops macrochalca
Acrocercops macrochalca là một loài bướm đêm thuộc họ Gracillariidae. Nó được tìm thấy ở Mauritius.